# Lavabo

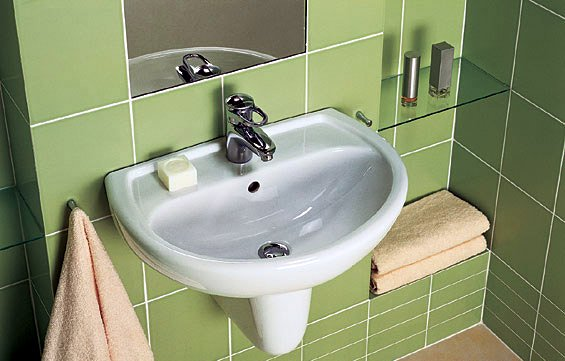
Lavabo básico tradicional, sin pie.

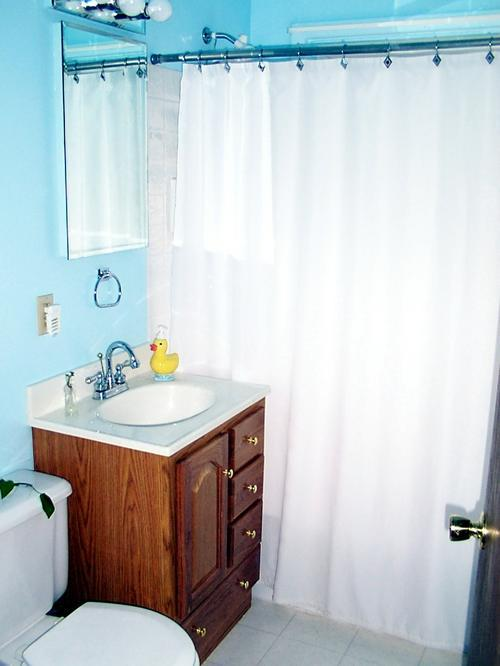
Lavabo con encimera y mueble.

Lavabo, lavatorio o lavamanos es un tipo de recipiente en el que se vierte el agua para el aseo personal. Fabricados originalmente en piedra, loza y porcelana, la moderna industria de saneamientos para cuartos de baño, etc., los produce en diversos tipos de cerámica, metal, vidrio, madera y otros materiales sólidos. Se pueden considerar precedentes o sinónimos de recipientes como palanganas, tinas, aguamaniles, o pilas.

## Obra y funcionamiento
Los lavabos actuales llevan uno o dos grifos que conectados a la fontanería del edificio suministran agua fría y caliente. En su parte inferior tienen una válvula de desagüe, conectada al saneamiento por la que se evacua el agua usada.
En cuanto a su colocación, es habitual encastrar los lavabos en la encimera de modo que esta quede a la altura de su extremo superior. Sin embargo, también existen lavabos exentos, es decir, situados sobre la encimera u otros que se forman simplemente como prolongación de ésta constituyendo un solo mueble continuo. 
Por otro lado, los lavabos de porcelana pueden llevar pie (también denominado pedestal), con medidas aproximadas de 180 mm. (longitud); 150 mm. (ancho); y 670 mm. (altura).

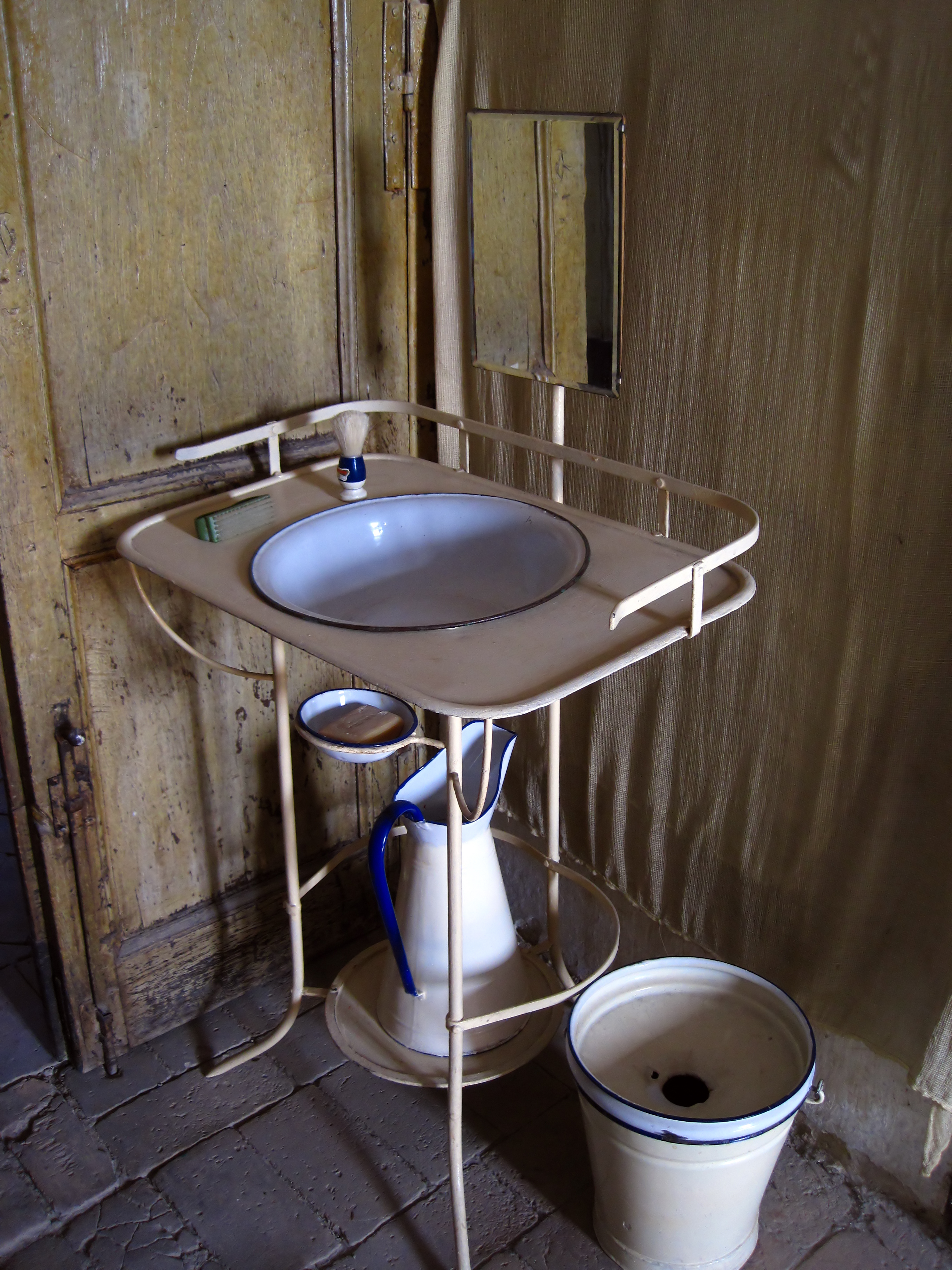
Lavabo del tipo palangana en el Palazzo Lauria (San Mauro Forte, Italia).

## Evolución del recipiente
Los primitivos lavabos (aguamaniles) dispuestos a modo de piletas fijas en las viviendas, con el complemento de un cántaro o alguna otra vasija contenedora de agua, están documentados arqueológica y literariamente en Cartago, la Antigua Grecia y la Antigua Roma.
En la Edad Media europea, las iglesias y monasterios disponían de pilas de agua bendita y pilas de abluciones. Pero como pieza de mobiliario doméstico no se hallan con anterioridad al siglo XV. Los de este siglo y el siguiente en cuya fabricación destacó Venecia, consistían en un trípode más o menos adornado que sostenía un cerco de hierro o de madera, en el cual se colocaba el lebrillo o la palangana. En un capítulo más reciente de la historia de este tipo de recipientes podría mencionarse el ya mítico lavabo de Einstein de la Facultad de Física de la Universidad de Leiden en Holanda.
Hasta la difusión de la instalación fija de fontanería, el primitivo lavabo era un mueble móvil, compuesto de palangana, colocada sobre un armazón de madera con patas, en la que se vertía agua con una jarra. Si la palangana disponía de aliviadero (agujero en el fondo), concluido el lavado se quitaba el tapón de dicho orificio y el agua usada caía a otro recipiente situado en la parte inferior del mueble.

Lavabos especiales
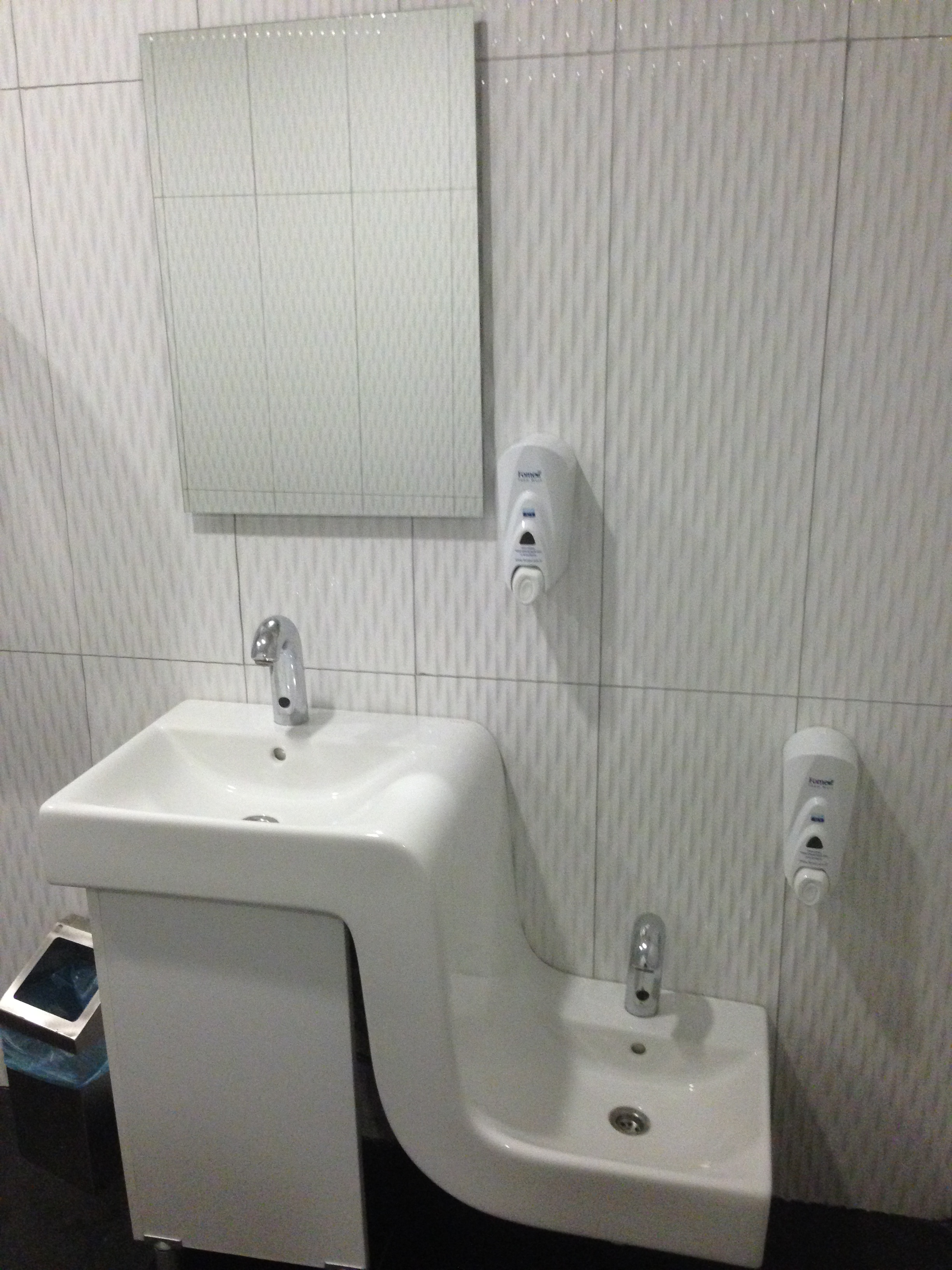
Lavabo de reciclaje del agua (modelo usado en Turquía).
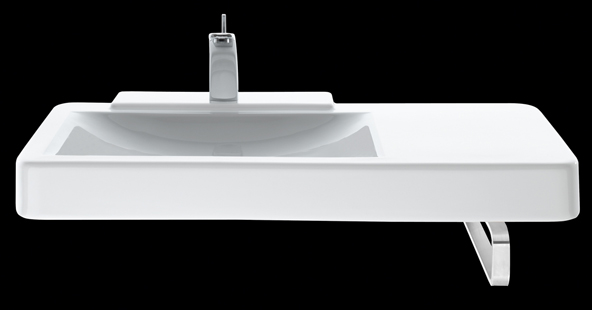
Lavabo del diseñador alemán Detlef Rahe (*1964 en Hamburgo), profesor en la Universidad de Bellas Artes de Bremen.
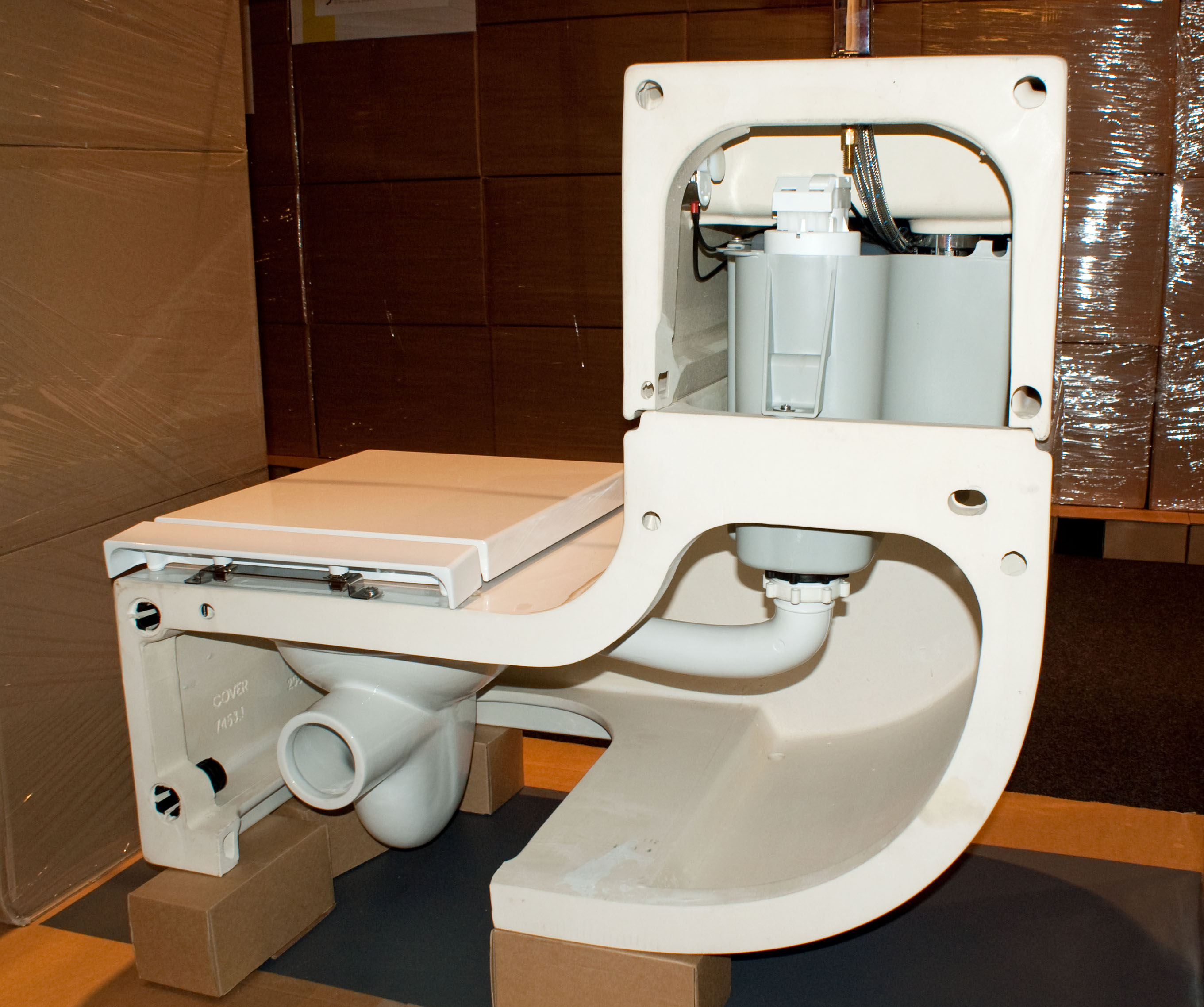
Vista posterior-inferior de un lavabo incorporado a la cisterna del inodoro para aprovechamiento del agua.
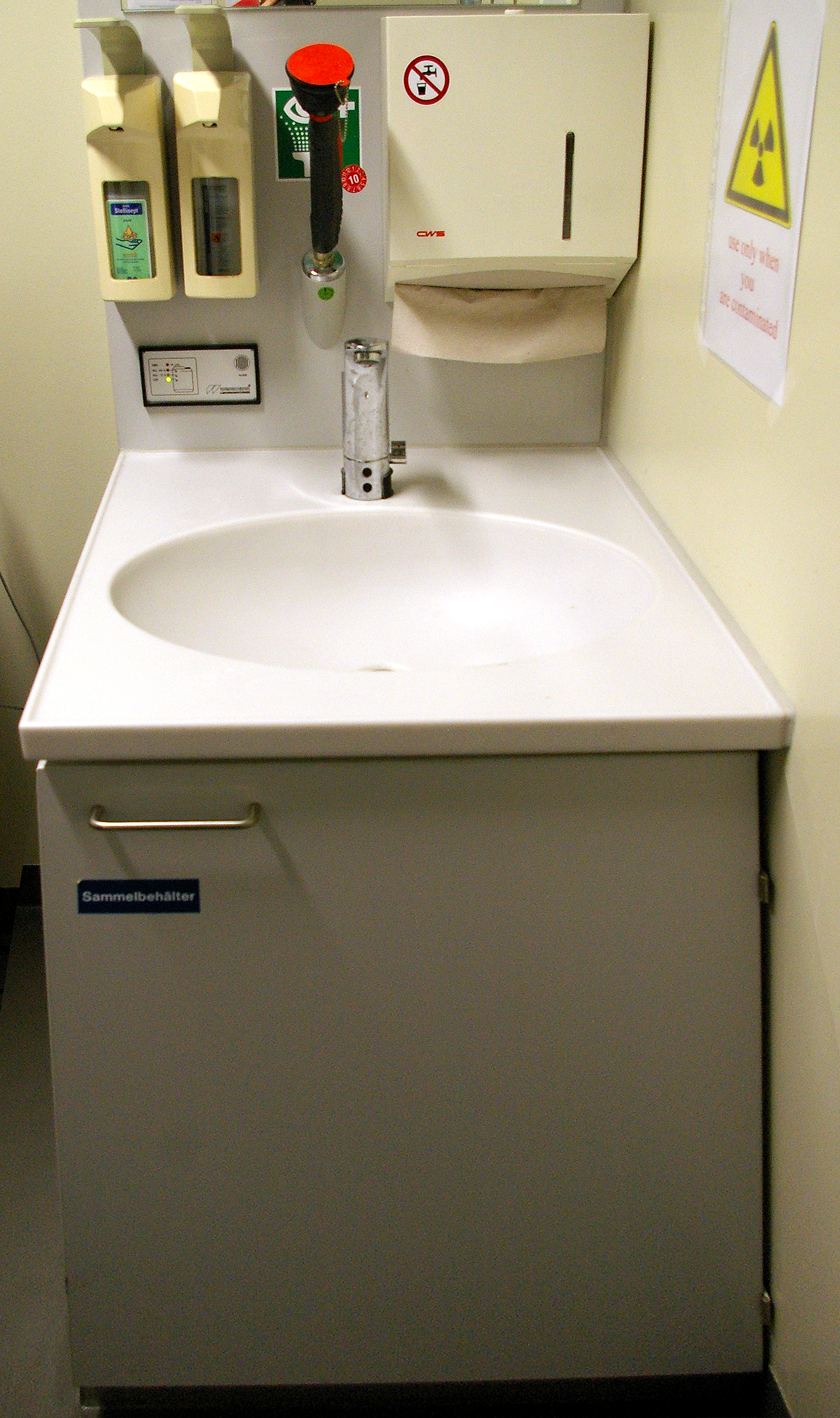
Lavabo especial para descontaminación radiactiva, en un laboratorio.

## Materiales
Los lavabos están hechos de muchos materiales diferentes. Entre ellos se incluyen:
- Cerámica
- Hormigón
- Cobre
- Esmalte sobre acero o hierro fundido
- Vidrio
- Granito
- Mármol
- Níquel
- Plástico
- Poliéster
- Porcelana
- Piedra de jabón
- Acero inoxidable
- Piedra
- Terrazo
- Madera

El acero inoxidable es el más utilizado en cocinas y aplicaciones comerciales porque representa un buen compromiso entre coste, facilidad de uso, durabilidad y facilidad de limpieza. La mayoría de los lavabos de acero inoxidable se fabrican estampando una hoja de acero inoxidable sobre un troquel. Algunos lavabos muy profundos se fabrican mediante soldadura. Los lavabos de acero inoxidable no se dañan con objetos calientes o fríos y resisten los golpes. Una desventaja del acero inoxidable es que, al ser de metal fino, tienden a ser más ruidosos que la mayoría de los demás materiales de lavabos, aunque los mejores lavabos aplican una capa gruesa de material amortiguador de vibraciones en la parte inferior del lavabo.
El esmalte sobre hierro fundido es un material popular para lavabos de cocina y baño. Pesados y duraderos, estos lavabos también se pueden fabricar en una gama muy amplia de formas y colores. Al igual que el acero inoxidable, son muy resistentes a los objetos calientes o fríos, pero pueden dañarse por impactos bruscos y, una vez que se rompe la superficie de vidrio, el hierro fundido subyacente a menudo se corroe, descascarando aún más el vidrio. Una limpieza agresiva embotará la superficie, lo que provocará una mayor acumulación de suciedad. El esmalte sobre acero es una alternativa de aspecto similar, pero mucho menos resistente y económica.

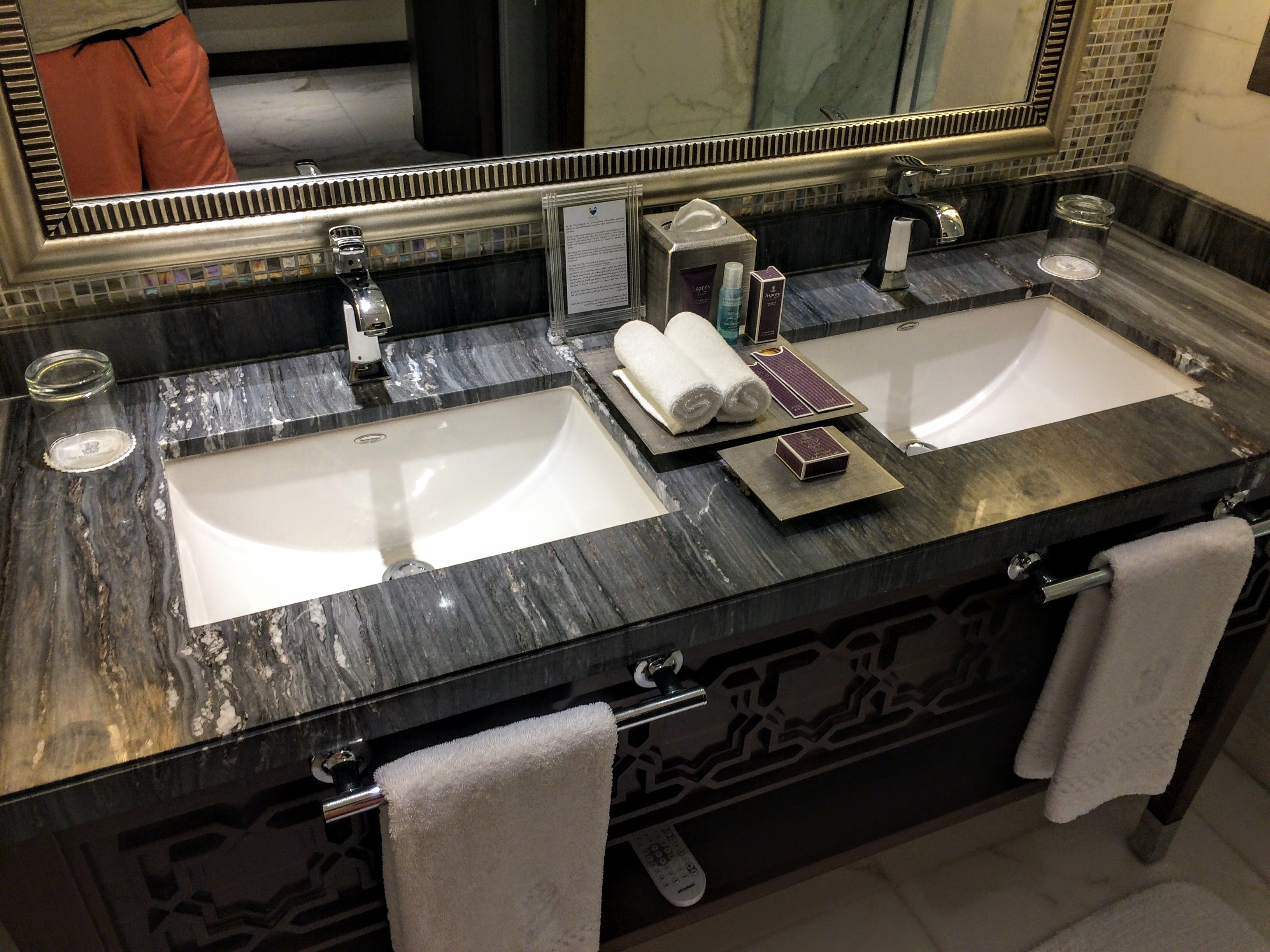
Lavabo doble con encimera de mármol.

Los lavabos de cerámica maciza tienen muchas de las mismas características que los de esmalte sobre hierro fundido, pero sin el riesgo de que la superficie sufra daños que provoquen corrosión.
Los lavabos de plástico tienen varias formas básicas:
- Los lavabos baratos se fabrican simplemente con termoplásticos moldeados por inyección. Suelen ser lavabos profundos e independientes que se utilizan en lavanderías. La principal virtud de estos lavabos, que pueden dañarse con objetos calientes o afilados, es su bajo coste.
- Cada vez son más populares los lavabos de acrílico de gama alta que se encastran en la encimera, aunque suelen dañarse fácilmente con objetos duros, como fregar una sartén de hierro fundido en el lavabo.
- Los lavabos de plástico también pueden fabricarse con los mismos materiales que se utilizan para las encimeras de "superficie sólida". Estos lavabos son duraderos, atractivos y, a menudo, pueden moldearse con una encimera integrada o unirse a una encimera independiente sin juntas, lo que hace que no haya junta entre lavabo y encimera o que la junta sea muy suave y no pueda atrapar suciedad ni gérmenes. Estos lavabos pueden dañarse con objetos calientes, pero las zonas dañadas pueden lijarse para dejar al descubierto el material intacto.

Los lavabos de esteatita fueron comunes en el pasado, pero hoy en día tienden a usarse sólo en aplicaciones de gama muy alta o aplicaciones que deben resistir productos químicos cáusticos que dañarían lavabos más convencionales.
Los lavabos de madera son de los primeros tiempos de los lavabos, y los baños se hacían de teca natural sin ningún acabado adicional. La teca se elige por sus propiedades naturales de impermeabilización - se ha utilizado durante cientos de años en la industria marina por esta razón. La teca también tiene propiedades antisépticas naturales, lo que es una ventaja para su uso en bañeras y lavabos.
Lavabos de cristal: Una tendencia actual en el diseño de cuartos de baño es el lavabo de cristal hecho a mano (a menudo denominado lavabo de recipiente), que se ha puesto de moda entre los propietarios adinerados.
Los lavabos de piedra se utilizan desde hace siglos. Algunas de las piedras más populares son: mármol, travertino, ónix, granito y piedra jabonosa en lavabos de gama alta.
Los lavabos de cristal, hormigón y terrazo suelen diseñarse por su apelación estética y pueden obtenerse en una amplia variedad de formas y colores inusuales, como formas florales. El hormigón y el terrazo también se utilizan ocasionalmente en aplicaciones muy duras, como lavabos para conserjes.

## Construcción de lavabos de cerámica
La cerámica se fabrica con una mezcla de arcillas, cargas y fundentes que se funden durante el proceso de cocción. Existen arcillas y esmaltes de alto fuego que se calientan a más de 1200 °C (2200 °F)  y son extremadamente resistentes a la decoloración, las manchas, las quemaduras, los arañazos y el ataque de los ácidos. Las arcillas de baja temperatura, inferiores a 1.200 °C, que suelen utilizar los grandes fabricantes comerciales y los productores del Tercer Mundo, aunque duraderas, son susceptibles de rayarse y desgastarse con el tiempo. El cuerpo de arcilla se bizcocha primero a unos 1000 °C (1900 °F). En la segunda cocción se aplica un vidriado blanco o coloreado que se funde por el calor y fusiona química y físicamente el vidrio (vidriado) con el cuerpo de arcilla durante el mismo proceso de cocción. Debido al proceso de cocción y a las arcillas naturales utilizadas, es normal que el producto varíe en tamaño y forma, y +/- 5 mm es normal.

### Características
Los lavabos de cerámica son altamente duraderos y resistentes a impactos, arañazos y manchas debido a su estructura densa y superficie esmaltada.  Pueden soportar altas temperaturas sin daño, lo que los hace adecuados para diversas tareas en la cocina.
El esmalte se puede aplicar en un acabado brillante o mate, dependiendo del aspecto deseado. Los acabados brillantes son más comunes ya que realzan el brillo y son más fáciles de limpiar. Los labvabos de cerámica vienen en una amplia gama de colores y patrones, gracias a la versatilidad del proceso de esmaltado.
La naturaleza no porosa del esmalte hace que los lavabos de cerámica sean resistentes a las manchas y fáciles de limpiar. La limpieza regular con productos no abrasivos ayuda a mantener su apariencia. Aunque resistente a la mayoría de los arañazos, se deben evitar herramientas de limpieza ásperas o abrasivas para preservar el esmalte.

## Lavabos para centros quirúrgicos
Los lavabos diseñados para ser utilizados por cirujanos en hospitales tienen varias características especiales para garantizar que cumplan con los estrictos requisitos de higiene y funcionalidad, que marcan las organizaciones de la Salud. 
Los cirujanos pueden operar estos lavabos sin usar las manos para evitar la contaminación cruzada. Para ello disponen de pedales, o pueden ser operados con la rodilla o el codo.  Los grifos con activados por sensor de movimiento para iniciar y detener el flujo de agua automáticamente.
Los lavabos quirúrgicos están construidos con materiales de alta calidad tales como acero inoxidable quirúrgico o revestimientos antimicrobianos para minimizar el riesgo de crecimiento bacteriano y asegurar que el fregadero sea fácil de limpiar y desinfectar.
Los lavabos son profundos para ayudar a evitar que el agua salpique fuera del área del lavabo, reduciendo el riesgo de propagación de contaminantes.
Poseen un control óptimo del Flujo de agua y temperatura para que la temperatura del agua se mantenga a un nivel cómodo y efectivo para el lavado. Poseen válvulas termostáticas mezcladoras que permiten entregar agua a una temperatura constante para evitar quemaduras.
Los dispensadores de jabón se encuentran integrados operados sin contacto o con el codo; ello reduce aún más el riesgo de contaminación al permitir que el jabón se dispense sin contacto directo con las manos.
Los lavabos poseen bordes suaves y redondeados que permite una limpieza fácil y minimizan las áreas donde la suciedad y las bacterias pueden acumularse, facilitando la limpieza y desinfección del lavabo.
Los lavabos poseen sistemas de drenaje eficientes que aseguran que el agua no se acumule en el lavabo, reduciendo el riesgo de contaminación y manteniendo el área seca.
Estos lavabos están diseñados para cumplir con normas específicas de salud y seguridad establecidas por organismos reguladores para garantizar que sean adecuados para su uso en entornos quirúrgicos.
Los lavabos han sido diseñado aplicando criterios egonómicos para poser una altura adecuada y con suficiente espacio para permitir que los cirujanos se laven cómodamente durante períodos prolongados.
Algunos lavabos pueden incluir temporizadores para garantizar que los cirujanos se laven durante el tiempo adecuado, según los protocolos del hospital.

## Lavabos y abluciones en mezquitas
En las mezquitas, el lavabo o área destinada a las abluciones, conocido como "wudu" o "wudhu," juega un papel crucial en el proceso de purificación ritual para los musulmanes. 
El wudu es un lavado ritual realizado por los musulmanes antes de participar en la oración (salah). Simboliza la purificación física y espiritual y es una preparación para estar ante Dios en adoración. Realizar wudu no es solo una cuestión de limpieza, sino una práctica profundamente arraigada en la tradición islámica. Ayuda a los musulmanes a sentirse preparados y espiritualmente limpios para sus oraciones.
Características Típicas de las Áreas de Ablución
Las áreas de ablución en las mezquitas están equipadas con lavabos o cubetas que a menudo están diseñados específicamente para facilitar el lavado de manos, brazos, cara y pies. Estos generalmente están a una altura baja y, a veces, tienen múltiples grifos para acomodar a varias personas al mismo tiempo. Algunas mezquitas tienen estaciones especializadas para el lavado de pies, donde las personas pueden lavarse los pies cómodamente. Estas pueden estar integradas en el edificio o en forma de áreas elevadas o cerradas.
Agua de limpieza
Para mantener la limpieza y asegurar un suministro constante de agua, muchas áreas de ablución utilizan un sistema de flujo continuo o grifos que son fáciles de usar. Algunas mezquitas instalan controles de temperatura para asegurar que el agua sea cómoda para los usuarios, especialmente en climas más fríos. El suelo suele estar hecho de materiales antideslizantes como azulejos o granito para prevenir accidentes cuando el área está mojada. Un drenaje adecuado es esencial para manejar el desbordamiento de agua y prevenir inundaciones. El suelo generalmente tiene áreas inclinadas que dirigen el agua hacia los desagües.
Privacidad y Confort
En mezquitas grandes, el área de ablución puede estar dividida en secciones separadas para hombres y mujeres para garantizar la privacidad.  Algunas instalaciones incluyen asientos o bancos para que las personas se sienten mientras realizan el wudu, particularmente para los ancianos o aquellos con problemas de movilidad.
Las mezquitas modernas a menudo incorporan características para hacer que las áreas de ablución sean accesibles para personas con discapacidades. Esto puede incluir lavabos más bajos, pasamanos y diseños espaciosos para acomodar sillas de ruedas.
Dado que el área de ablución se utiliza con frecuencia, requiere una limpieza regular para mantener la higiene y asegurar que las instalaciones estén siempre en buen estado. Muchas áreas de ablución están equipadas con dispensadores de jabón, toallas de papel o secadores de manos para ayudar a los usuarios a secarse las manos después de realizar el wudu.